# Crossville (Illinois)
Crossville – wieś w Stanach Zjednoczonych, w stanie Illinois, w hrabstwie White.